# Shingle bob

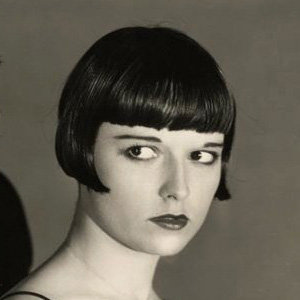
Actrice Louise Brooks met een shingle bob

De shingle bob is een korte haarstijl voor vrouwen. De stijl werd geïntroduceerd in 1924.
Bij deze haarstijl wordt een koepelvormige bob gecombineerd met nekhaar dat in een v-vorm is geschoren. Aanvankelijk was de stijl zeer omstreden vanwege het mannelijke uiterlijk dat vrouwen kregen. Veel kappers waren niet in staat of onwillig om dit kapsel te maken, totdat zij merkten dat veel vrouwen nu naar de barbier gingen voor het scheerwerk.
De Washington Post plaatste in 1925 een artikel over de gevolgen die de bob trend had op de Amerikaanse schoonheidsindustrie. Het aantal kapsalons was gegroeid van 5.000 in 1920 naar 21.000 in 1924. In de jaren '20 was de bob de standaard haardracht van de modellen van de Sears catalogus.